# Airedale
Airedale est un secteur géographique dans le Yorkshire du Nord et le Yorkshire de l'Ouest, Royaume-Uni, correspondant à la vallée de la rivière Aire. La vallée s'étend de l'origine de la rivière dans les vallées du Yorkshire, puis en aval, passe à Bradford, Leeds et Wakefield. C'est également le nom d'une race de chien, l'Airedale Terrier, chien terrier à poils durs et au corps musclé et court.